# 衝撃速報!アカルイ☆ミライ
『衝撃速報!アカルイ☆ミライ』（しょうげきそくほう アカルイ ミライ）とは、2012年4月22日から同年9月16日まで、TBS系列で放送された毎日放送制作のクイズ形式の書評情報番組。通称『アカルイ☆ミライ』。放送時間は、毎週日曜19:57 - 20:54 (JST) 。全16回。

## 概要
日本では、毎月6000から7000冊もの新刊書が発売される。その中から新しい常識、イノベーションなどの情報をクイズ形式で紹介しながら、その本の奥深さを探る番組として放送された。
番組では、特定の司会者を設けず、6人の「本のソムリエ」と呼ばれる各界を代表する書評家「本シェルジュ=本のコンシェルジュ」が登場し、その書評家が勧める新刊・ベストセラー書が紹介された。
本番組は、2012年9月16日の放送で終了し、最終回では、出演者による番組終了の挨拶などの演出は行われなかった。以降は直前番組『さんまのSUPERからくりTV』拡大SPなどの単発特番でつなげ、同年10月21日からは、ビートたけし・石橋貴明（とんねるず）出演のTBS制作番組である『日曜ゴールデンで何やってんだテレビ』が開始された。また、毎日放送制作枠は火曜20時台に移行し、『爆笑学園ナセバナ〜ル!』が開始された。
その後、本番組で放送された企画から派生した番組として、『予約殺到！スゴ腕の専門外来スペシャル』が主に改編期の特番で放送され、番組制作には本番組のスタッフの多くも関わっている。
本放送枠はそれまでTBS制作枠であったが、水曜21・22時台（『水曜プレミアシネマ』の開始に伴って）との制作枠交換で、本番組は毎日放送制作の番組として放送された。日曜のゴールデンタイムに毎日放送制作のレギュラー番組が放送されるのは、1992年3月まで19時台前半に放送されていた『クイズ!!ひらめきパスワード』以来20年ぶりであり、20時台における毎日放送制作の全国ネットのレギュラー番組は1999年2月まで木曜に放送されていた『ジパング大決戦!』以来13年ぶりであった。なお、TBSの日曜20時台に在阪準キー局（毎日放送や朝日放送といった）制作のレギュラー番組になるのは開局以来史上初であった。また、毎日放送が日曜20時台に自社制作のレギュラー番組が放送されるのは腸捻転時代の1962年10月7日から1963年4月7日まで、NETテレビ系列で放送した『はちまき大将』以来49年ぶりであったが、『はちまき大将』はテレビドラマで、放送枠は20:00 - 20:45であったため、「テレビドラマ以外の番組」「1時間番組」の放送も初めてとなった。また、「腸捻転解消後」でもこれが初となった。

## 出演者
- 杏
- カンニング竹山
- 草野仁
- つるの剛士
- 優木まおみ
- 春日俊彰
- 東貴博 (Take2)
- MEGUMI

ほか

## エンディング テーマ
- ハイナ!
- 歌 - NYC

```
初回から7月15日まで使用された。
```

- ヨアケルミライ
- 歌 - NYC

7月22日から最終回まで使用された。

## ネット局
| 放送対象地域   | 放送局                   | 系列    | 放送日時                 |
| -------------- | ------------------------ | ------- | ------------------------ |
| 近畿広域圏     | 毎日放送 (MBS)           | TBS系列 | 日曜 19時57分 - 20時54分 |
| 北海道         | 北海道放送 (HBC)         | TBS系列 | 日曜 19時57分 - 20時54分 |
| 青森県         | 青森テレビ (ATV)         | TBS系列 | 日曜 19時57分 - 20時54分 |
| 岩手県         | IBC岩手放送 (IBC)        | TBS系列 | 日曜 19時57分 - 20時54分 |
| 宮城県         | 東北放送 (TBC)           | TBS系列 | 日曜 19時57分 - 20時54分 |
| 山形県         | テレビユー山形 (TUY)     | TBS系列 | 日曜 19時57分 - 20時54分 |
| 福島県         | テレビユー福島 (TUF)     | TBS系列 | 日曜 19時57分 - 20時54分 |
| 関東広域圏     | TBSテレビ (TBS)          | TBS系列 | 日曜 19時57分 - 20時54分 |
| 山梨県         | テレビ山梨 (UTY)         | TBS系列 | 日曜 19時57分 - 20時54分 |
| 新潟県         | 新潟放送 (BSN)           | TBS系列 | 日曜 19時57分 - 20時54分 |
| 長野県         | 信越放送 (SBC)           | TBS系列 | 日曜 19時57分 - 20時54分 |
| 静岡県         | 静岡放送 (SBS)           | TBS系列 | 日曜 19時57分 - 20時54分 |
| 富山県         | チューリップテレビ (TUT) | TBS系列 | 日曜 19時57分 - 20時54分 |
| 石川県         | 北陸放送 (MRO)           | TBS系列 | 日曜 19時57分 - 20時54分 |
| 中京広域圏     | 中部日本放送 (CBC)       | TBS系列 | 日曜 19時57分 - 20時54分 |
| 鳥取県・島根県 | 山陰放送 (BSS)           | TBS系列 | 日曜 19時57分 - 20時54分 |
| 岡山県・香川県 | 山陽放送 (RSK)           | TBS系列 | 日曜 19時57分 - 20時54分 |
| 広島県         | 中国放送 (RCC)           | TBS系列 | 日曜 19時57分 - 20時54分 |
| 山口県         | テレビ山口 (tys)         | TBS系列 | 日曜 19時57分 - 20時54分 |
| 愛媛県         | あいテレビ (ITV)         | TBS系列 | 日曜 19時57分 - 20時54分 |
| 高知県         | テレビ高知 (KUTV)        | TBS系列 | 日曜 19時57分 - 20時54分 |
| 福岡県         | RKB毎日放送(RKB)         | TBS系列 | 日曜 19時57分 - 20時54分 |
| 長崎県         | 長崎放送 (NBC)           | TBS系列 | 日曜 19時57分 - 20時54分 |
| 熊本県         | 熊本放送 (RKK)           | TBS系列 | 日曜 19時57分 - 20時54分 |
| 大分県         | 大分放送 (OBS)           | TBS系列 | 日曜 19時57分 - 20時54分 |
| 宮崎県         | 宮崎放送 (MRT)           | TBS系列 | 日曜 19時57分 - 20時54分 |
| 鹿児島県       | 南日本放送 (MBC)         | TBS系列 | 日曜 19時57分 - 20時54分 |
| 沖縄県         | 琉球放送 (RBC)           | TBS系列 | 日曜 19時57分 - 20時54分 |

## 備考
| 月日（2012年） | 当該枠で放送された番組                                                                                |
| -------------- | --- |
| 5月20日        | 2012年ロンドンオリンピックバレーボール世界最終予選女子・日本×チャイニーズタイペイ戦中継               |
| 5月27日        | 2012年ロンドンオリンピックバレーボール世界最終予選女子・日本×セルビア戦中継                           |
| 6月24日        | 両さん&いじくりばあさんの有名人怪しいお屋敷ガサ入れ捜査!パート2（19:00 - 21:00）                      |
| 7月8日         | 北野演芸館〜たけしが本気で選んだ芸人大集結SP〜（19:00 - 20:54、MBS制作）                              |
| 7月15日        | さんまのSUPERからくりTV超特大号・さんまと行く!今見てみたいアノ人の隠れ家丸裸ツアーSP（19:00 - 20:54） |
| 8月12日        | 2012年ロンドンオリンピック レスリング予選&決勝生中継（16:00 - 23:14）                                 |

| 放送月日（2012年） | 備考                                                            |
| ------------------ | --------------------------------------------------------------- |
| 4月22日（第1回）   | 2時間スペシャル（19:00 - 20:54）として放送                      |
| 6月3日（第5回）    | 『さんまのSUPERからくりTV』7分拡大に伴い、20:07 - 21:14に放送。 |

## スタッフ
- ナレーター：田子千尋、三石琴乃、山田みほ、下山吉光
- 企画：高瀬真尚（ズノー）
- 構成：吉野宏（ジーワン）、谷田彰吾、向山佳綱、原雄二
- TP：深谷高史
- TD：岩田一巳
- CAM：小池悟志
- VE：宮本学
- VTR：高橋正直、谷古宇利勝
- MIX：奈良岡純一
- LD：鈴木喜雅
- 技術協力：ニユーテレス、FLT、IMAGICA
- 美術プロデュース：松沢由之
- アートディレクター：内田公幸（MBS）
- デザイン：竹中健
- 美術進行：林政之
- 大道具：内海靖之
- 電飾：日下信二
- アクリル装飾：織田秀幸
- ヘアメイク：五十嵐智春
- 美術協力：フジアール
- フードコーディネーター：里見陽子
- ロケ技術：共同テレビ、パワービジョン、檀亮（キャミックス）
- 車両：中村哲
- ロゴデザイン：秋山具義
- キャラクターデザイン：あべたみお
- CG：稲葉秀樹（ぴーたん）
- 映像コーディネーター：明官充、佐藤芙美、西田幸大、鈴木有
- 編集：菊川雄太、片田真、服部美里
- MA：遠山正、宝月健
- 音効：成岡知弘、秋山武
- TK：品田洋子、木村真由美、オフィス高濱
- 編成：山本達也（MBS）
- 宣伝：内藤史（MBS）
- リサーチ：喜多あおい（ジーワン）、小泉暁、高橋直子、ワーニャ、梶塚兼利
- AD：翁長勇輔、佐藤胡桃、山口笑衣、高山和也、綾部梨花
- 取材ディレクター：青木淳一郎、鈴木賢一、滝内一穂、有本匡徳
- 協力プロデューサー：高橋暁
- ディレクター：阿部裕太、村崎冬季、山本茂人、鴛海剛・武田直也（frame inf.）、鈴木健一、西山千鶴、上原伸、新井三郎、財田正剛
- 演出：古市誠（オフィス・トゥー・ワン）、飯塚一志・河本誠司（frame inf.）
- 総合演出：大熊一郎（オフィス・トゥー・ワン）
- 制作協力：オフィス・トゥー・ワン、frame inf.
- 制作デスク：宇垣あかね、桜小路泰子
- 制作進行：渡邊裕美、村田麻衣、チェユンソン
- AP：石津多恵子、高橋良美
- ラインプロデューサー：田代道也（ズノー）
- プロデュース：小島美佳（ジーワン）
- 制作：ジーワン
- プロデューサー：竹田青滋・天鷲裕到（MBS）
- 製作著作：毎日放送